# Língua dacota
O dacota é o maior dos cinco dialetos principais da língua sioux. O dialecto representa uma das maiores comunidades falantes de uma língua nativa americana que restam nos Estados Unidos, com cerca de oito a nove mil falantes que vivem principalmente nos estados das planícies do norte, no Dakota do Norte e Dakota do Sul. O dacota está associado predominantemente aos bandos dos teton sioux, que vivem a oeste do rio Missouri. A língua foi posta pela primeira vez na forma escrita cerca de 1840, por missionários, e tem vindo a evoluir desde então para refletir as necessidades e uso contemporâneo. O dacota faz parte da família linguística siouana.